# Petar Cvetković
Petar Cvetković (szerbül: Петар Цветковић; Palánka, 1856. március 24. – Zombor, 1903. június 23.) magyarországi szerb ügyvéd.

## Életrajza
Ügyvéd volt Zomborban. A Bácskai Egyházmegye iskolai tanácsának tagja volt. Cvetković a magyarosítási ellenállás egyik fontos személye volt Hercegszántón. A helyi sokácok a pravoszláv hitet vették fel 1899-ben az ő beszédei után a szabad vallásáttérésre hivatkozva. 1903. június 23-án halt meg Zomborban.